# Джо Джонсон (баскетболіст)
Джо Маркус Джонсон (англ. Joe Marcus Johnson, нар. 29 червня 1981, Літл-Рок, Арканзас, США) — американський професіональний баскетболіст, легкий форвард і атакувальний захисник. Гравець національної збірної США.

## Ігрова кар'єра
Починав грати у баскетбол у команді Літл-Рокської старшої школи (Літл-Рок, Арканзас). На університетському рівні грав за команду Арканзас (1999–2001).
2001 року був обраний у першому раунді драфту НБА під загальним 10-м номером командою «Бостон Селтікс». Захищав кольори команди з Бостона півроку.
З 2002 по 2005 рік грав у складі «Фінікс Санз», куди разом з Ренді Брауном, Мілтом Паласіон та майбутнім драфт-піком був обміняний на Родні Роджерса та Тоні Делка. 2005 року разом з командою дійшов до фіналу Західної конференції, де «Фінікс» програв майбутньому чемпіону «Сан-Антоніо».

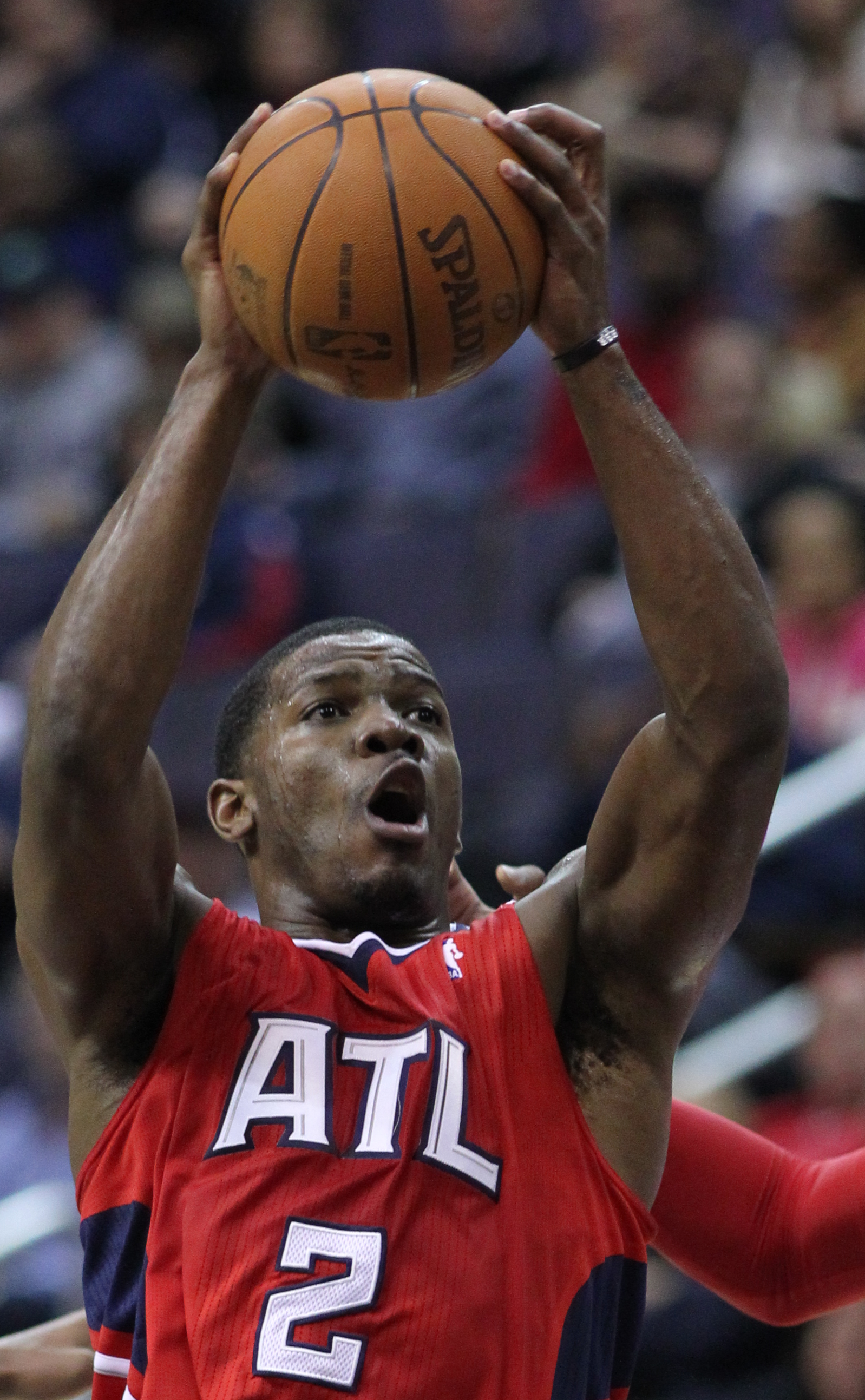
Джонсон у майці «Атланти» атакує кільце

2005 року в обмін на Боріса Діао перейшов до «Атланта Гокс», у складі якої провів наступні 7 сезонів своєї кар'єри. У своєму першому ж сезоні в Атланті був лідером за очками (20,2 за матч), асистами (6,5), перехопленнями (1,26), забитими триочковими (128) та зіграними хвилинами (40,7).
7 березня 2006 року у матчі проти «Голден-Стейт Ворріорс» набрав 42 очки, що стало його особистим рекордом. 13 березня у матчі проти «Мілвокі Бакс» зробив 17 результативних передач, що також стало для нього найкращим показником в кар'єрі.
2006 року завоював бронзу на чемпіонаті світу з баскетболу у складі збірної США. 2007 року вперше був запрошений для участі у матчі усіх зірок НБА. 2008 року вдруге взяв участь у матчі всіх зірок, а також протягом сезону був двічі названий гравцем місяця конференції.
Наступною командою в кар'єрі гравця була «Бруклін Нетс», куди перейшов в обмін на Джордана Фармара, Ентоні Морроу, Джордана Вільмса, Жоана Петра, Дешона Стівенсона та майбутній драфт-пік. Відіграв за команду з Брукліна наступні 4 сезони. 16 грудня 2013 року у матчі проти «Філадельфія Севенті-Сіксерс» забив 10 триочкових кидків, що стало для нього рекордом. Згодом взимку увосьме та востаннє у кар'єрі взяв участь у матчі всіх зірок. 9 січня 2016 року, забивши два триочкових кидки у матчі проти «Детройт Пістонс», вийшов таким чином на 11-те місце в історії НБА за цим показником, обійшовши Предрага Стояковича.
27 лютого 2016 року підписав контракт з «Маямі Гіт».
8 липня 2016 року став гравцем «Юта Джаз», команди, кольори якої захищає й досі.
8 лютого 2018 року був обміняний до «Сакраменто Кінгс», однак клуб одразу викупив його контракт, що означало відрахування зі складу команди. 14 лютого підписав контракт з «Х'юстон Рокетс».

## Статистика виступів в НБА

### Регулярний сезон
| Сезон              | Команда            | GP   | GS   | MPG  | FG%   | 3P%  | FT%  | RPG | APG | SPG | BPG | PPG  |
| ------------------ | ------------------ | ---- | ---- | ---- | ----- | ---- | ---- | --- | --- | --- | --- | ---- |
| 2001–02            | «Бостон Селтікс»   | 48   | 33   | 20.9 | .439  | .273 | .769 | 2.9 | 1.5 | .7  | .2  | 6.3  |
| 2001–02            | «Фінікс Санз»      | 29   | 27   | 31.5 | .420  | .333 | .778 | 4.1 | 3.6 | .9  | .4  | 9.6  |
| 2002–03            | «Фінікс Санз»      | 82   | 34   | 27.5 | .397  | .366 | .774 | 3.2 | 2.6 | .8  | .2  | 9.8  |
| 2003–04            | «Фінікс Санз»      | 82   | 77   | 40.6 | .430  | .305 | .750 | 4.7 | 4.4 | 1.1 | .3  | 16.7 |
| 2004–05            | «Фінікс Санз»      | 82   | 82   | 39.5 | .461  | .478 | .750 | 5.1 | 3.5 | 1.0 | .3  | 17.1 |
| 2005–06            | «Атланта Гокс»     | 82   | 82   | 40.7 | .453  | .356 | .791 | 4.1 | 6.5 | 1.3 | .4  | 20.2 |
| 2006–07            | «Атланта Гокс»     | 57   | 57   | 41.4 | .471  | .381 | .748 | 4.2 | 4.4 | 1.1 | .2  | 25.0 |
| 2007–08            | «Атланта Гокс»     | 82   | 82   | 40.8 | .432  | .381 | .834 | 4.5 | 5.8 | 1.0 | .2  | 21.7 |
| 2008–09            | «Атланта Гокс»     | 79   | 79   | 39.5 | .437  | .360 | .826 | 4.4 | 5.8 | 1.1 | .2  | 21.4 |
| 2009–10            | «Атланта Гокс»     | 76   | 76   | 38.0 | .458  | .369 | .818 | 4.6 | 4.9 | 1.1 | .1  | 21.3 |
| 2010–11            | «Атланта Гокс»     | 72   | 72   | 35.5 | .443  | .297 | .802 | 4.0 | 4.7 | .7  | .1  | 18.2 |
| 2011–12            | «Атланта Гокс»     | 60   | 60   | 35.5 | .454  | .388 | .849 | 3.7 | 3.9 | .8  | .2  | 18.8 |
| 2012–13            | «Бруклін Нетс»     | 72   | 72   | 36.7 | .423  | .375 | .820 | 3.0 | 3.5 | .7  | .2  | 16.3 |
| 2013–14            | «Бруклін Нетс»     | 79   | 79   | 32.6 | .454  | .401 | .815 | 3.4 | 2.7 | .6  | .1  | 15.8 |
| 2014–15            | «Бруклін Нетс»     | 80   | 80   | 34.9 | .435  | .359 | .801 | 4.8 | 3.7 | .7  | .2  | 14.4 |
| 2015–16            | «Бруклін Нетс»     | 57   | 57   | 33.9 | .406  | .371 | .852 | 3.9 | 4.1 | .7  | .0  | 11.8 |
| 2015–16            | «Маямі Гіт»        | 24   | 24   | 32.1 | .518  | .417 | .765 | 2.8 | 3.6 | .9  | .1  | 13.4 |
| 2016–17            | «Юта Джаз»         | 78   | 14   | 23.6 | .436  | .411 | .818 | 3.1 | 1.8 | .5  | .2  | 9.2  |
| 2017–18            | «Юта Джаз»         | 32   | 3    | 21.9 | .420  | .274 | .833 | 3.3 | 1.4 | .4  | .2  | 7.3  |
| 2017–18            | «Х'юстон Рокетс»   | 23   | 1    | 22.0 | .381  | .279 | .952 | 2.8 | 1.7 | .3  | .0  | 6.0  |
| 2021–22            | «Бостон Селтікс»   | 1    | 0    | 2.0  | 1.000 | –    | –    | .0  | .0  | .0  | .0  | 2.0  |
| Усього за кар'єру  | Усього за кар'єру  | 1276 | 1091 | 34.7 | .441  | .371 | .802 | 4.0 | 3.9 | .8  | .2  | 16.0 |
| В іграх усіх зірок | В іграх усіх зірок | 6    | 1    | 16.8 | .390  | .310 | .000 | .8  | 1.3 | 1.2 | .0  | 6.8  |

### Плей-оф
| Сезон             | Команда           | GP  | GS | MPG  | FG%  | 3P%  | FT%  | RPG | APG | SPG | BPG | PPG  |
| ----------------- | ----------------- | --- | -- | ---- | ---- | ---- | ---- | --- | --- | --- | --- | ---- |
| 2003              | «Фінікс Санз»     | 6   | 0  | 27.3 | .275 | .154 | .400 | 4.3 | 1.3 | .7  | .3  | 5.3  |
| 2005              | «Фінікс Санз»     | 9   | 9  | 39.4 | .504 | .556 | .697 | 4.3 | 3.3 | 1.1 | .4  | 18.8 |
| 2008              | «Атланта Гокс»    | 7   | 7  | 39.3 | .409 | .444 | .909 | 3.9 | 4.0 | .3  | .0  | 20.0 |
| 2009              | «Атланта Гокс»    | 11  | 11 | 39.0 | .417 | .353 | .622 | 4.5 | 3.5 | 1.3 | .0  | 16.4 |
| 2010              | «Атланта Гокс»    | 11  | 11 | 40.0 | .387 | .220 | .810 | 5.1 | 5.0 | .9  | .3  | 17.9 |
| 2011              | «Атланта Гокс»    | 12  | 12 | 41.4 | .439 | .429 | .810 | 4.6 | 3.3 | 1.1 | .1  | 18.8 |
| 2012              | «Атланта Гокс»    | 6   | 6  | 40.5 | .373 | .250 | .750 | 3.5 | 3.5 | 1.3 | .2  | 17.2 |
| 2013              | «Бруклін Нетс»    | 7   | 7  | 38.7 | .417 | .256 | .889 | 3.1 | 2.7 | 1.1 | .0  | 14.9 |
| 2014              | «Бруклін Нетс»    | 12  | 12 | 39.1 | .533 | .415 | .837 | 3.8 | 2.9 | .5  | .3  | 21.2 |
| 2015              | «Бруклін Нетс»    | 6   | 6  | 41.5 | .362 | .293 | .792 | 7.7 | 4.8 | 1.2 | .0  | 16.5 |
| 2016              | «Маямі Гіт»       | 14  | 14 | 35.1 | .430 | .283 | .875 | 4.7 | 2.5 | .6  | .2  | 12.1 |
| 2017              | «Юта Джаз»        | 11  | 2  | 29.7 | .436 | .333 | .733 | 3.9 | 2.5 | .5  | .1  | 12.9 |
| 2018              | «Х'юстон Рокетс»  | 8   | 0  | 6.8  | .353 | .000 | -    | 1.3 | .4  | .0  | .1  | 1.5  |
| Усього за кар'єру | Усього за кар'єру | 120 | 97 | 35.5 | .427 | .339 | .779 | 4.2 | 3.1 | .8  | .2  | 15.2 |